# Sha Zhigang

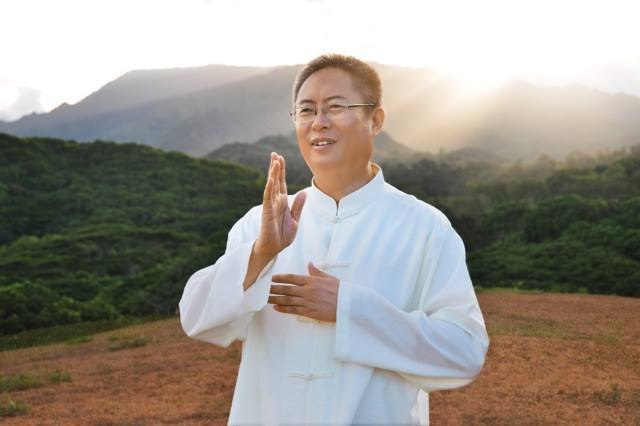
Sha Zhi Gang

Sha Zhigang (chinesisch 沙志鋼, Pinyin Shā Zhìgāng, nennt sich auch: Zhi Gang Sha; * 1956) ist Tao-Großmeister, Heiler, Lehrer und Autor von 30 Büchern, darunter 11 New York Times-Bestseller und mehrere andere, die auf den Bestsellerlisten des Wall Street Journal, von USA Today und Amazon stehen. Er hat einen MD-Abschluss in westlicher Medizin aus China und ist außerdem Arzt für traditionelle chinesische Medizin und Akupunktur. Sha hat die Essenz der westlichen Medizin mit uralter Weisheit kombiniert, um die Soul Mind Body Medicine, Sha's Soul Healing und die Tao-Lehren zu schaffen, die der Menschheit helfen. Er ist ein Großmeister mehrerer asiatischer Künste und wurde 2002 auf dem Vierten Weltkongress für Qigong zum Qigong-Meister des Jahres ernannt. Mit der Erschaffung der Tao-Kalligraphie erhielt er die höchsten Auszeichnungen, die einem chinesischen Kalligraphen zuteilwerden können: Er wurde von der Staatlichen Akademie für ethnische Malerei in Peking, China, zum Nationalen Chinesischen Kalligraphenmeister und zum Ehrenforschungsprofessor ernannt.

## Leben
Geboren wurde er in der Provinz Shaanxi in der Volksrepublik China. Zhi Gang entwickelte schon in seiner Kindheit Interesse an der Heilung von Menschen. Er betrachtete Menschen in seiner unmittelbaren und erweiterten Verwandtschaft mit verschiedenen Krankheiten. Menschen mit Atemwegsbeschwerden, insbesondere Asthma, bereiteten ihm große Sorgen. Seine Reise begann im Alter von sechs Jahren, als er einen Tai Chi-Meister bat, ihn als Schüler zu akzeptieren. Als er zehn Jahre alt war, wurde er von einem Meister des Qigong als Schüler angenommen. Seine Ausbildung in östlichen Kampfkünsten setzte er fort, bis er ein Meister (Shifu) in Tai Chi, Qigong, I Ging, Kung Fu, und Feng Shui wurde.
Er begann mit dem Studium an der Jiaotong-Universität Xi’an und promovierte in Medizin. Er ist ebenso zertifiziert in den traditionellen chinesischen Techniken von Akupunktur und Moxibustion. Er ist ein registrierter Akupunkteur in Kanada. Er besitzt außerdem den Grad eines Master in Gesundheitsverwaltung der Universität der Philippinen. Er ist der Großmeister des Dong Yi Gong und der Körper-Raum-Medizin in Nordamerika.
In Peking lehrte er ausländische Ärzte im Auftrag der Weltgesundheitsorganisation Akupunktur und Qigong. Er trat in den für das Public Broadcasting Service produzierten Dokumentationen Qigong: Ancient Chinese Healing for the 21st Century und Power Healing with Master Sha auf. Im Jahr 2002 wurde er auf dem fünften Qigong-Weltkongress in San Francisco zum Qigong-Meister des Jahres gekürt. Im Jahr 2006 verlieh ihm der Staat New Jersey den Preis der Gedenkkommission Martin Luther King Jr.

## Die Kontroverse um Zhi Gang Sha: Hoffnung oder Ausbeutung für ältere Menschen?
Zhi Gang Sha, ein chinesisch-amerikanischer Arzt, Autor und spiritueller Lehrer, hat in den letzten Jahren sowohl Lob als auch Kritik für seine Arbeit erhalten. Insbesondere wird seine Behandlung von älteren Menschen, die Hoffnung suchen, aber auch sein Umgang mit deren Finanzen, kontrovers diskutiert.
Auf der einen Seite preisen Anhänger von Sha seine spirituellen Lehren und Methoden zur Heilung und persönlichen Transformation. Seine Bücher über Selbstheilung und Spiritualität haben Millionen von Lesern auf der ganzen Welt erreicht, und er wird von einigen als Heiler und spiritueller Führer verehrt. Insbesondere ältere Menschen, die mit Krankheiten, Schmerzen und der Endlichkeit des Lebens konfrontiert sind, suchen oft Trost und Hoffnung in Shas Lehren.
Auf der anderen Seite gibt es jedoch auch besorgniserregende Berichte über Shas Umgang mit älteren Menschen und deren Finanzen. Einige Kritiker werfen ihm vor, vulnerable Personen auszunutzen, indem er teure Behandlungen, Kurse und spirituelle Dienstleistungen anbietet, die oft hohe finanzielle Investitionen erfordern. Es wird behauptet, dass Sha seine Anhänger dazu ermutigt, große Geldsummen für seine Produkte und Dienstleistungen auszugeben, ohne klare Beweise für ihre Wirksamkeit vorzulegen.
Insbesondere ältere Menschen, die oft über begrenzte finanzielle Ressourcen verfügen, könnten durch solche Ausgaben finanziell belastet werden. Es wird argumentiert, dass Sha möglicherweise von der Verzweiflung und Hoffnung älterer Menschen profitiert, indem er teure Lösungen für ihre Probleme anbietet, ohne angemessene Beweise für ihre Wirksamkeit vorzulegen.
Die Debatte um Zhi Gang Sha ist komplex und kontrovers. Während einige seine Arbeit als Quelle der Hoffnung und des Trostes sehen, bleiben Fragen über die Ethik seines Umgangs mit älteren Menschen und ihren finanziellen Mitteln bestehen. Es ist wichtig, dass Personen, die seine Dienstleistungen in Anspruch nehmen möchten, eine informierte Entscheidung treffen und sich über alle Aspekte seiner Arbeit und ihrer potenziellen Auswirkungen aufklären.

## Wirken als Heiler
Der chinesische Arzt Zhi Gang Sha hat die Love-Peace-Harmony-Bewegung 2010 in Indien ins Leben gerufen. Die Botschaft der Sekte: Krankheiten, bei denen die Schulmedizin versagt, zu heilen. „Mit der Berufsbezeichnung Arzt hat sich Sha eine Glaubwürdigkeit erschaffen, welche die Gruppe ausnutzt“, warnt Stefan Barthel von der Sektenleitstelle Berlin.
Mit Veranstaltungen zur Stärkung der Seele würden Menschen geködert. Barthel: „Teilnehmer geraten schnell in ein Abhängigkeitsverhältnis, geben ihre Selbständigkeit auf. Dann schlagen die Mitglieder schamlos zu, kassieren unvermittelt Gebühren, die vorher nicht vereinbart waren.“ Eine Frau sollte für eine Wirbelsäulen-Zähne-Beratung 2.710 Euro bezahlen. Besonders gefährlich sei, dass Schwerkranke abgehalten würden, echte medizinische Angebote anzunehmen.

## Buchautor
Sha ist ein Autor von 30 Büchern, darunter 11 New-York-Times-Bestseller und mehrere andere, die auf den Bestsellerlisten des Wall Street Journal, von USA Today und Amazon stehen.

## Werke

### Bücher (deutsch)
- Seele Geist Körper Medizin. Eine Anleitung zur Selbstheilung durch Seelenkraft. Koha, Burgrain 2006, ISBN 3-86728-010-X
- Seelenweisheit. Kostbarkeiten zur Transformation deines Lebens. Koha 2007, ISBN 978-3-86728-041-9
- Seelensprache. Erkenne deine innere Wahrheit. MensSana bei Knaur 2010, ISBN 978-3-426-65648-8
- Seelenkraft. Erkenne deine innere Stärke. Knaur MensSana HC (4. April 2011) ISBN 978-3-426-65649-5
- Sha’s Goldene Heilkugel: Das perfekte Geschenk (1997) ISBN 978-0-9780791-0-9
- Wunder der Seelenheilung. Altehrwürdige und neue heilige Weisheiten, Erkenntnisse und praktische Techniken für die Selbstheilung des spirituellen, mentalen, emotionalen und physischen Körpers. (2014) MVG Moderne Vlgs. Ges. 09/2014. ISBN 978-3-86882-392-9
- Tao Gesang und Tao Tanz. Heiliger Ton, Bewegung und Kraft der Quelle für Soul Healing, Verjüngung, Langlebigkeit und Transformation für das gesamte Leben. Heaven's Library 2014. ISBN 978-0-9780795-5-0
- Die heilenden Hände des Göttlichen. Erleben Sie die göttliche Kraft, die das gesamte Leben von Menschen, Tieren und der Natur heilt und transformiert. mvg Verlag (1. dt. Auflage 2015). ISBN 978-3-86882-596-1.
- Tao I. Der Weg des gesamten Lebens (Soul Power Series, Band 3). Waterside Productions (17. Mai 2019). ISBN 978-4-294-01988-7.

### Bücher (englisch)
- Zhi Neng Medicine: Revolutionary Self-Healing Methods from China (1996) ISBN 0-9680595-0-3
- Sha’s Golden Healing Ball: The Perfect Gift (1997) ISBN 0-9680595-3-8
- Power Healing: The Four Keys to Energizing Your Body, Mind and Spirit (2002) ISBN 0-06-251780-5
- Soul Mind Body Medicine: A Complete Soul Healing System (2006) ISBN 1-57731-528-6
- Living Divine Relationships (2006) ISBN 1-60023-010-5
- Soul Wisdom I: Practical Soul Treasures to Transform Your Life (2007) ISBN 978-1-60023-016-5
- Soul Communication: Opening Your Spiritual Channels for Success and Fulfillment (2007) ISBN 978-1-60023-018-9
- Soul Study: A Guide to Accessing Your Highest Powers (2007) ISBN 978-0-9680595-1-7
- The Power of Soul: The Way to Heal, Rejuvenate, Transform and Enlighten all Life (2009) ISBN 978-1-4165-8910-5
- Divine Soul Mind Body Healing and Transmission System: The Divine Way to Heal You, Humanity, Mother Earth and all Universes (2009) ISBN 978-1-4391-7766-2
- Divine Soul Songs: Sacred Practical Treasures to Heal, Rejuvenate and Transform You, Humanity, Mother Earth and all Universes (2009) ISBN 978-1-4391-2965-4
- Divine Transformation: The Divine Way to Self-clear Karma to Transform your Health, Relationships, Finances and More (2010) ISBN 978-1-4391-9863-6
- TAO I: The Way of all Life (2010) ISBN 978-1-4391-9581-9
- TAO II: The Way of Healing, Rejuvenation, Longevity and Immortality (2010) ISBN 978-1-4391-9865-0
- TAO Song and TAO Dance: Sacred Sound, Movement and Power from the Source for Healing, Rejuvenation, Longevity and Transformation of all Life (2011) ISBN 978-1-4516-7312-8
- Divine Healing Hands: Experience Divine Power to Heal You, Animals and Nature and to Transform All Life (2012) ISBN 978-1-4767-1442-4
- Soul Healing Miracles: Ancient and New Sacred Wisdom, Knowledge, and Practical Techniques for Healing the Spiritual, Mental, Emotional, and Physical Bodies (2013) ISBN 978-1-940363-07-3

### E-Bücher (englisch)
- Living Divine Relationships (2006) ISBN 0-9780790-0-0